# Placocarpus
Placocarpus Trevis. (płosz) – rodzaj grzybów z rodziny brodawnicowate (Verrucariaceae). Ze względu na współżycie z glonami zaliczany jest do grupy porostów. W Polsce występuje jeden gatunek.

## Systematyka i nazewnictwo
Pozycja w klasyfikacji według Index Fungorum: Verrucariaceae, Verrucariales, Chaetothyriomycetidae, Eurotiomycetes, Pezizomycotina, Ascomycota, Fungi.
Nazwa polska według W. Fałtynowicza.

## Gatunki
- Placocarpus americanus K. Knudsen, Breuss & Kocourk. 2009[3]
- Placocarpus amylaceus (A. Massal.) Trevis. 1860[3]
- Placocarpus cinerascens (Nyl.) Trevis. 1860[3]
- Placocarpus kashiwadanii Aptroot & K.H. Moon 2009[3]
- Placocarpus melanophthalmosus Cl. Roux & Gueidan 2011[3]
- Placocarpus psorinus (A. Massal.) Trevis. 1860[3]
- Placocarpus saxorum (Chaillet) Trevis. 1960[3]
- Placocarpus schaereri (Fr.) Breuss 1985 – płosz Schaerera, jądrowiec potworny
- Placocarpus subcrustosus (Nyl.) Trevis. 1860[3]

Nazwy naukowe na podstawie Index Fungorum. Nazwa polska według W. Fałtynowicza.